# Bóng chày tại Đại hội Thể thao Đông Nam Á 2011
Bóng chày là một môn tranh huy chương tại Đại hội Thể thao Đông Nam Á 2011 tại Palembang, Indonesia. Tất cả các trận đấu của môn được tổ chức tại Sân bóng chày tổ hợp Jakabaring.
Đây cũng là kì  SEA Games đầu tiên, Việt Nam tham gia tranh tài ở môn bóng chày, với đội tuyển với nòng cốt trực thuộc Sở Văn hóa và Thể thao Thành phố Hồ Chí Minh với nguồn vốn xã hội hoá.

## Vòng loại
| VT | Đội         | ST | T | B | RT | RB | HS  | Đ | Giành quyền tham dự                         |
| -- | ----------- | -- | - | - | -- | -- | --- | - | ------------------------------------------- |
| 1  | Philippines | 4  | 4 | 0 | 33 | 2  | +31 | 8 | Giành quyền chơi trận tranh huy chương vàng |
| 2  | Indonesia   | 4  | 3 | 1 | 34 | 9  | +25 | 7 | Giành quyền chơi trận tranh huy chương vàng |
| 3  | Thái Lan    | 4  | 2 | 2 | 35 | 14 | +21 | 6 | Giành quyền chơi trận tranh huy chương đồng |
| 4  | Việt Nam    | 4  | 1 | 3 | 4  | 50 | −46 | 5 | Giành quyền chơi trận tranh huy chương đồng |
| 5  | Malaysia    | 4  | 0 | 4 | 10 | 40 | −30 | 4 |                                             |

|  | Giành quyền chơi trận tranh huy chương vàng |
|  | Giành quyền chơi trận tranh huy chương đồng |

| Đội         | Số trận đã đấu | Thắng | Bại | Điểm thắng | Điểm thua | Hiệu số điểm | PTS |
| ----------- | -------------- | ----- | --- | ---------- | --------- | ------------ | --- |
| Philippines | 4              | 4     | 0   | 33         | 2         | +31          | 8   |
| Indonesia   | 4              | 3     | 1   | 34         | 9         | +25          | 7   |
| Thái Lan    | 4              | 2     | 2   | 35         | 14        | +21          | 6   |
| Việt Nam    | 4              | 1     | 3   | 4          | 50        | −44          | 5   |
| Malaysia    | 4              | 0     | 4   | 10         | 40        | −31          | 4   |

- Lượt trận đầu tiên diễn ra lúc 10 giờ, và lượt trận thứ hai lúc 14:30 (UTC+7).

### 13 tháng 11
| Đội         | 1 | 2 | 3 | 4 | 5 | 6 | 7 | 8 | 9 | R | H  | E |
| ----------- | - | - | - | - | - | - | - | - | - | - | -- | - |
| Philippines | 0 | 0 | 1 | 1 | 7 | 0 | 0 | 0 | 0 | 9 | 15 | 1 |
| Thái Lan    | 0 | 1 | 1 | 0 | 0 | 0 | 0 | 0 | 0 | 2 | 10 | 1 |

| Đội       | 1 | 2 | 3 | 4 | 5 | 6 | 7 | R  | H | E |
| --------- | - | - | - | - | - | - | - | -- | - | - |
| Malaysia  | 0 | 0 | 0 | 0 | 0 | 0 | 0 | 0  | 0 | 5 |
| Indonesia | 6 | 1 | 0 | 3 | 4 | 0 | 0 | 14 | 8 | 5 |

### 14 tháng 11
| Đội       | 1 | 2 | 3 | 4 | 5 | 6 | 7 | 8 | 9 | 10 | R | H | E |
| --------- | - | - | - | - | - | - | - | - | - | -- | - | - | - |
| Indonesia | 0 | 0 | 2 | 0 | 0 | 0 | 2 | 1 | 0 | 2  | 7 | 9 | 4 |
| Thái Lan  | 0 | 0 | 0 | 3 | 0 | 0 | 2 | 1 | 0 | 0  | 5 | 9 | 4 |

| Đội         | 1 | 2 | 3 | 4 | 5 | 6 | 7 | 8 | R  | H | E |
| ----------- | - | - | - | - | - | - | - | - | -- | - | - |
| Việt Nam    | 0 | 0 | 0 | 0 | 0 | 0 | 0 | 0 | 0  | 1 | 5 |
| Philippines | 1 | 3 | 0 | 1 | 1 | 0 | 0 | 0 | 10 | 9 | 5 |

### 15 tháng 11
| Đội      | 1 | 2 | 3 | 4 | 5 | 6 | 7 | R  | H  | E |
| -------- | - | - | - | - | - | - | - | -- | -- | - |
| Thái Lan | 1 | 4 | 3 | 0 | 0 | 0 | 4 | 12 | 11 | 0 |
| Việt Nam | 0 | 0 | 0 | 0 | 0 | 0 | 0 | 0  | 0  | 0 |

| Đội         | 1 | 2 | 3 | 4 | 5 | 6 | 7 | R  | H | E |
| ----------- | - | - | - | - | - | - | - | -- | - | - |
| Malaysia    | 0 | 0 | 0 | 0 | 0 | 0 | 0 | 0  | 0 | 0 |
| Philippines | 2 | 2 | 0 | 0 | 2 | 0 | 0 | 10 | 9 | 0 |

### 16 tháng 11
| Đội       | 1 | 2 | 3 | 4 | 5 | 6 | R  | H | E |
| --------- | - | - | - | - | - | - | -- | - | - |
| Indonesia | 5 | 1 | 1 | 3 | 3 | 2 | 15 | 8 | 3 |
| Việt Nam  | 0 | 0 | 0 | 0 | 0 | 2 | 0  | 0 | 3 |

| Đội      | 1 | 2 | 3 | 4 | 5 | R  | H | E |
| -------- | - | - | - | - | - | -- | - | - |
| Thái Lan | 2 | 7 | 0 | 4 | 3 | 16 | 7 | 1 |
| Malaysia | 0 | 0 | 0 | 0 | 0 | 0  | 1 | 1 |

### 17 tháng 11
| Đội         | 1 | 2 | 3 | 4 | 5 | 6 | 7 | 8 | 9 | R | H  | E |
| ----------- | - | - | - | - | - | - | - | - | - | - | -- | - |
| Philippines | 2 | 0 | 0 | 0 | 0 | 0 | 0 | 2 | 0 | 4 | 10 | 1 |
| Indonesia   | 0 | 0 | 0 | 0 | 0 | 0 | 0 | 0 | 0 | 0 | 2  | 1 |

| Đội      | 1 | 2 | 3 | 4 | 5 | 6 | 7 | 8 | 9 | R  | H | E |
| -------- | - | - | - | - | - | - | - | - | - | -- | - | - |
| Việt Nam | 0 | 0 | 2 | 4 | 2 | 0 | 1 | 1 | 0 | 10 | 6 | 3 |
| Malaysia | 1 | 3 | 0 | 0 | 0 | 0 | 1 | 1 | 0 | 4  | 6 | 3 |

## Lượt trận tranh huy chương

### Trận tranh huy chương đồng
- 10 giờ, ngày 19 tháng 11

| Đội      | 1 | 2 | 3 | 4 | 5 | 6 | 7 | 8 | 9 | R  | H  | E |
| -------- | - | - | - | - | - | - | - | - | - | -- | -- | - |
| Việt Nam | 0 | 1 | 3 | 0 | 0 | 0 | 0 | 0 | 0 | 4  | 1  | 3 |
| Thái Lan | 1 | 0 | 3 | 1 | 3 | 3 | 1 | 0 | 0 | 12 | 15 | 3 |

### Trận tranh huy chương vàng
- 10 giờ, ngày 20 tháng 11

| Đội         | 1 | 2 | 3 | 4 | 5 | 6 | 7 | 8 | 9 | R | H | E |
| ----------- | - | - | - | - | - | - | - | - | - | - | - | - |
| Indonesia   | 0 | 0 | 0 | 0 | 0 | 0 | 0 | 0 | 0 | 0 | 4 | 1 |
| Philippines | 0 | 0 | 0 | 0 | 0 | 1 | 0 | 1 | 0 | 2 | 6 | 1 |

## Bảng tổng sắp huy chương

### Tổng kết
| Hạng               | Đoàn               | Vàng | Bạc | Đồng | Tổng số |
| ------------------ | ------------------ | ---- | --- | ---- | ------- |
| 1                  | Philippines        | 1    | 0   | 0    | 1       |
| 2                  | Indonesia          | 0    | 1   | 0    | 1       |
| 3                  | Thái Lan           | 0    | 0   | 1    | 1       |
| Tổng số (3 đơn vị) | Tổng số (3 đơn vị) | 1    | 1   | 1    | 3       |

### Các vận động viên được trao huy chương
| HC | Họ tên | HC | Họ tên | HC | Họ tên |
|    | Philippines |    | Indonesia |    | Thái Lan |
|    | Alfredo Olivares, Jr. Carlos Alberto Munoz Charlie Labrador Christian Canlas Darwin Dela Calzada Ernesto Binarao Francis Candela Fulgencio Rances, Jr. Galedo Christian Jonash Ponce Jon-Jon Robles Joseph Orillana Junnifer Pinero Marvin Malig Matt Laurel Ram Casey Alipio Roel Empacis Romeo Jasmin, Jr. Rommel Roja Ruben Angeles Saxon Omandac Vladimir Eguia |    | Adi Susanto Ahmad Effendy Andika Arlistianto Angga Prananda Bakti Daniel Christianto Derry Wilton Donny Trisnadi Elia Muara Kasih Eru Mahmud Feggi Firman Ferdiasyah Indrayosa Pratomo Jesse Parengkuan Kogi Putratama Lucky Prasetyo Mario Baraputra Insamdora Muhammad Akbar Ranjani Rawafi Yaputra Yanto Ridha Wirahman Sulaeman Mubarok Ugrasena Yusep Firmansyah |    | Adichat Wongvichit Apichat Ngamying Bongkot Ananthanas Chanatip Thongbai Chidsanu Janrak Jittiphong Chong-On Jack Daru Joe Daru Kamolphan Kanjanav Kiengkai Aoyama Kuakun Aoyama Mukkapol Subsuleku Narin Turapa Nattapong Meeboonr Nattapong Sampahan Nirun Jaroenkitsir Putiporn Chavala Sanyalak Pipatpiny Sek Sitthikaew Siraphop Nadee Somsak Sarnwit Teerasak Kongsabai |